# Селена
Селе́на (др.-греч. Σελήνη; от др.-греч. σελήνη — «луна», далее от σέλας — «свет, сияние») — одна из богинь в древнегреческой мифологии, известная также под именем Ме́не (др.-греч. Μήνη, от др.-греч. μήνη — «луна»). Богиня Луны, в поздней античности отождествлявшаяся с Артемидой и Гекатой.
«Титанида», дочь Гипериона и Тейи.
Согласно аркадянам, они родились раньше Луны.

## Описание
Поэты то называют её «сверкающим глазом ночи» (Пиндар, Эсхил), то изображают в виде прелестной женщины на небе, с факелом в руках, ведущей за собой звёзды, когда она выступает в серебристом блеске в пору полнолуния (Сапфо).
Селена была дочерью Гипериона, по некоторым источникам — Гелиоса, то есть Солнца; она имеет крылья и на голове золотой венец, от которого мягкий свет разливается по небу и земле; её чествовали жертвоприношениями в дни полнолуния; ей посвящён день весеннего равноденствия, когда она, совершив долгий путь и омывшись в волнах океана, надевает на себя сверкающие одежды и впрягает в свою колесницу блестящих коней.
В небесах возлюбленным Селены был сам Зевс; от него она родила Пандию, которую чествовали в Афинах в дни весеннего равноденствия; в горной Аркадии другом Селены был Пан. По рассказу, Пан полюбил Луну, превратился в белого барана и увлёк её в рощу.
В Олимпии имелось изображение Селены, едущей верхом, о чём был некий рассказ. О почитании Селены у кавказских албанов упоминает Страбон.
Наиболее известным любимцем Селены был юноша Эндимион, рассказы о котором приурочены к карийской горе Латму и к Элиде.
Некогда юный охотник или пастух (либо царь), Эндимион покоится вечным сном в пещере Латма; когда Зевс предложил юноше на выбор род жизни, Эндимион пожелал бессмертия и вечной юности, хотя бы и в непробудном сне. Каждую ночь приближается к спящему Селена и, очарованная, молча любуется красотой юноши. В Эндимионе, то есть погружающемся в волны океана, М. Мюллер видит образ Солнца, которое под конец ночи встречается с Луной. По мнению Преллера, это гений глубокого ночного сна или самой смерти. В Элиде, древнейшее население которой, возможно, было родственно жителям Карии, Эндимион почитался сыном царя Аэфлия и счастливым любимцем Селены, которая имела от него 50 детей (50 лунных месяцев олимпийского цикла).
Согласно эвгемерической версии, Селена — дочь людей Гипериона и Басилеи, после гибели брата она бросилась с крыши дома.
Ей посвящены XXXII гомеровский гимн и IX орфический гимн.
Благодаря тому, что оба имени богини, особенно первое из них, сохраняли в греческом языке своё нарицательное значение Луны, месяца, подлинный смысл эпитетов и атрибутов Селены и мифологических рассказов о ней довольно прозрачен. Образ Селены как бы стоит на пороге мифотворческого процесса, который задерживается в своём развитии реальным представлением о небесном светиле, носящем то же самое имя. Если бы Луна с раннего времени получила у греков другое название и первоначальное, реальное значение имени Σελήνη было бы совершенно забыто, то богиня Селена, наверное, явилась бы героиней мифических рассказов и более многочисленных, и более сложных, и пространных, и, наконец, более отдалённых по содержанию от известного цикла небесных явлений, как это случилось с именем Артемиды.
В честь Селены назван астероид (580) Селена, открытый в 1905 году.

## Неоязычество
В неоязыческой религии викке греческая богиня Селена считается аспектом Триединой богини.

## Мена
Ме́на (микенск. me-no)) — имя Селены у смертных. Именуется «трёхтелой». В Афинах чтили Мену (Селену) как мать прорицателя и поэта Мусея, которого она родила от Антифема.
Мены — богини фаз Луны, дочери Селены и Эндимиона. Вероятно, в их число входили Немея (новая луна), Пандея (убывающая луна), Месомена (прибывающая луна), Мениск (полумесяц) и Мена (полная луна).